# Mount Makarakomburu
Mount Makarakomburu (2310 m n. m.) je 2. nejvyšší hora Šalomounových ostrovů. Nalezneme ji u jižního pobřeží ostrova Guadalcanal, největšího ostrova ve státě a přibližně 32 km jižně od hlavního města Honiary. Administrativně se na nachází ve stejnojmenné provincii, Guadalcanal Province. Východně se nachází nejvyšší hora Šalomounových ostrovů, Mount Popomanaseu s výškou 2335 m n. m.).

## Zajímavost
V nedávné minulosti před novým přeměřením byla brána jako nejvyšší hora Šalomounových ostrovů s nadmořskou výškou 2447 m n. m.